# قاسم جبارة
قاسم جبارة شاعر وفنان تشكيلي عراقي من شعراء المهجر ولد في لواء العمارة جنوب العراق عام 1955، وهاجر الي فيينا وتزوج من سيدة نمساوية ومات منتحرا في مطلع الخريف من عام 1987، بعد عقد واحد على إقامته في فيينا، محطته الثانية والأخيرة بعد بغداد التي تركها هاربا من سطوة البعث وجنون الدولة الوطنية التي اخترعها، وقد كتب قبل انتحاره : «كل أعضائي هادئة باستثناء العراق». وفي فيينا عمل في توزيع الإعلانات على البيوت، وبيع الصحف على الأرصفة أو غسل الصحون وتنظيفها في المطاعم والمقاهي.

## النشأة والتعليم
ولِد قاسم جبارة عام 1955 في لواء العمارة جنوب العراق، لأبٍ من سَليل عبيد الشيوخ وأمّ من البصرة تعمل في التعليم. انتقلت العائلة عام 1956 إلى البصرة حيث كان يعمل والده حدائقيّاً وحارساً في شركة نفط البصرة، ثم هاجرت العائلة إلى بغداد عام 1964. أكمل جبارة دراسته في بغداد ودخل كلية الهندسة، لكنه قبل أن يُكمل سنته الأولى غادر إلى النمسا عام 1973 حيث درس الهندسة المعمارية والفنّ التشكيلي.ترك قاسم جبارة مخطَّطاً معماريّاً لمدينة الثورة، ومشروع بنايةٍ لمتحف جواد سليم، وبضع لوحات، ودفاتر تضمّ نصوصاً شعرية ونثرية، وهذه هي المرة الأولى التي يصدر له فيها ديوان.يشار إلى أن: أغلب قصائد هذه المجموعة تمّ نشرها سابقاً مع المقدمة التي كتبها الرسام سعيد فرحان، صديق الشاعر، في العدد الثالث من مجلة (الصوت) التي كان يُصدرها الشاعر جمال جمعة في الدنمارك عام 1988. أما بقية القصائد فقد حصل عليها الشاعر جمعة من مصادر مختلفة، إضافة إلى المراسلات الشخصية مع أصدقاء الشاعر.
من قصائدة
«راض بالموت وبالمنفى، وبعنف الركلات
وبالمرحاض الرطب
وبالغرفة في آخر طابق
وبتوزيع الإعلانات
وبموزارت الممنوع عليّ
بحذاء العسكر
بجواز هولندي
بفتاة مفلسة..».
وفي مقطع مدهش من القصيدة الفاتنة هذه يتابع جبارة:
«راض بالصمت
وبالثرثرة العظمى
بالهذيان الهائل
بالذكرى إذ تسقط في بئر سوداء
باللحية والشعر الكث
وبالجلد المدبوغ
وبمسح صحون القوادين
بنشيد الصف الثالث
بصديقة الملاية
بالقرآن
بتنزيلات السوق..»
«راض بأصحاب أجلاف
برسائل حوليات تأتي من بغداد
بالطابور الخامس
بقلعة صالح
بترتيلات أسمعها حين أنام
كأنين لا متناه».

## أعماله
وله ديوان شعر، جَمعهُ جمال جمعة وأصدره عبر الدار العربية للفنون قبل سنوات قليلة تحت هذا العنوان : «طبال الليل»! يعثر القارئ لعالم قاسم جبارة الشعري على أنين متواصل لا يكف ولا يهدأ. أنين الشاعر الذي أضاع كل شيء.. أنين الغريب. وأنين من عثر على نفسه فجأة بلا أمل أو رجاء.

## وفاته
قام من نومه مبكرا، صباح الأحد، ليبحث عن مسدس قديم عند بائع خردوات غجري. لكن الطلقة غافلته وأردته مشلولًا في إحدى مشافي العراق، ليموت بعدها بفترة متأثرًا بطلقة انتحاره. لا شاهدة لقبر قاسم جبارة في السنترال فريدهوف، المقبرة الأكبر في أوروبا، ولا ديوان له غير ذاك المذكور. لا قراءات تستدعيه ولا من يحتفي به شاعرا من طينة شفيفة تدفع بصاحبها إلى موت مبكر ولئيم. لا شيء في فيينا يذكر بذلك الشاعر العراقي الذي مر لسنوات بها وغاب تحت ترابها.. لا شيء.